# 埃讷 (东比利牛斯省)
埃讷（法語：Eyne，法語發音：[ɛjn] ⓘ）是法国东比利牛斯省的一个市镇，属于普拉德区。

## 地理
埃讷（42°28'25"N, 2°4'57"E）面积20.36 平方千米，位于法国奧克西塔尼大區东比利牛斯省，该省份为法国大陆部分最南部的省份，涵盖了北加泰罗尼亚，北起奥德省，西接阿列日省和安道尔，南与西班牙接壤，东临地中海。
与埃讷接壤的市镇（或旧市镇、城区）包括：克拉尔夫斯、丰佩德鲁斯、约村、丰罗默-奥代约-维亚、博尔凯尔、拉卡巴纳斯、圣皮耶尔代尔福尔卡特、普拉内斯、萨亚古斯。
埃讷的时区为UTC+01:00、UTC+02:00（夏令时）。

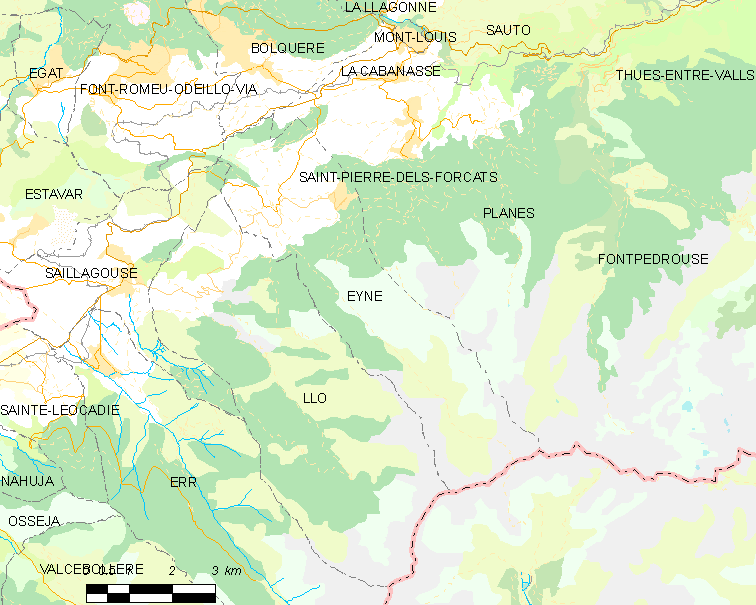
埃讷的OSM定位图

## 行政
埃讷的邮政编码为66800，INSEE市镇编码为66075。

## 政治
埃讷所属的省级选区为加泰罗尼亚比利牛斯县。

## 人口

1962-2008年间埃讷人口变化图示

埃讷于2022年1月1日时的人口数量为149人。